# Milionia minahassae
Milionia minahassae är en fjärilsart som beskrevs av Embrik Strand 1911. Milionia minahassae ingår i släktet Milionia och familjen mätare. Inga underarter finns listade i Catalogue of Life.